# Calificaciones escolares en Chile
En Chile, las calificaciones educativas —llamadas coloquialmente notas— tienen una escala única numérica, del 1,0 al 7,0 con máximo un decimal (decimos), que es utilizada tanto en la educación primaria y secundaria, como por la superior.

## Regulación legal
La escala de calificaciones para los alumnos de educación media (secundaria) fue fijada por el decreto n.º 1480 del 16 de marzo de 1961. En 1980 fue regulada para la educación básica (primaria), media, de adultos y técnico profesional por el decreto exento n.º 146 del 26 de agosto de 1988. Las calificaciones de la educación básica fueron nuevamente normadas por el decreto exento n.º 511 del 8 de mayo de 1997, y las de educación media por los decretos exentos n.º 112 del 20 de abril de 1999 y n.º 83 del 6 de marzo de 2001.

## Escala numérica
Generalmente, es una escala lineal, con nota 1,0 como peor nota que significa un 0% de logro, 4,0 lo mínimo para aprobar un curso y 7,0 la nota más alta que significa un 100% de logro. El redondeo de los promedios generalmente se hace a la segunda cifra decimal, por lo tanto, un 3,95 se redondea a 4,0, mientras que un 3,94 se redondea a 3,9.
Usualmente, en la educación de nivel superior, como grados universitarios, el 80% de los grados de paso están en el rango de 4,5-5,4 y eso es normal para considerarlo como GPA  "bueno" total con una marca equivalente o superior a 5,0. GPA.
Un GPA general en grados universitarios aquellos rangos de 5,5 a 5,9 es poco frecuente y es considerada como "muy buena" posición académica, sobre esa marca equivalente o superior a 6,0 es considerada como "excelencia académica alta", y normalmente es común ver muy pocos estudiantes en ese nivel de GPA total en una clase.
| GPA       | % de logro | Significado          |
| --------- | ---------- | -------------------- |
| 6,0 - 7,0 | 83% - 100% | Muy bueno (7,0)      |
| 5,0 - 5,9 | 66% - 82%  | Bueno                |
| 4,0 - 4,9 | 50% - 65%  | Suficiente           |
| 3,0 - 3,9 | 33% - 49%  | Menos que suficiente |
| 2,0 - 2,9 | 16% - 32%  | Deficiente           |
| 1,0 - 1,9 | 0% - 15%   | Insuficiente         |

Tabla de conversión de notas de Chile a notas Alemanas
| Nota Chilena | Nota Alemana | Nota Chilena | Nota Alemana | Nota Chilena | Nota Alemana |
| ------------ | ------------ | ------------ | ------------ | ------------ | ------------ |
| 7,0          | 1,0          | 6,0          | 2,0          | 5,0          | 3,0          |
| 6,9          | 1,1          | 5,9          | 2,1          | 4,9          | 3,1          |
| 6,8          | 1,2          | 5,8          | 2,2          | 4,8          | 3,2          |
| 6,7          | 1,3          | 5,7          | 2,3          | 4,7          | 3,3          |
| 6,6          | 1,4          | 5,6          | 2,4          | 4,6          | 3,4          |
| 6,5          | 1,5          | 5,5          | 2,5          | 4,5          | 3,5          |
| 6,4          | 1,6          | 5,4          | 2,6          | 4,4          | 3,6          |
| 6,3          | 1,7          | 5,3          | 2,7          | 4,3          | 3,7          |
| 6,2          | 1,8          | 5,2          | 2,8          | 4,2          | 3,8          |
| 6,1          | 1,9          | 5,1          | 2,9          | 4,1          | 3,9          |